# Piz Miez/Cimalmotta
Der Piz Miez ⓘ (rätoromanisch für ‹Mittelspitze› aus dem lateinischen medius) oder Cimalmotta ⓘ (italienisch cima, deutsch ‹Gipfel›, und motta für ‹Hügel›) ist ein Berg mit einer Höhe von 2835 m ü. M. südsüdwestlich von Innerferrera auf der Grenze zwischen dem Schweizer Kanton Graubünden und der italienischen Provinz Sondrio. Südöstlich des Gipfels befindet sich das Stauwerk des Lago di Lei.

## Lage und Umgebung
Der Piz Miez ist der nördlichste Gipfel der Piz-Timun-Kette, einer Untergruppe der Oberhalbsteiner Alpen. Über den Gipfel verläuft die Grenze zwischen der Gemeinde Ferrera, Kanton Graubünden, Schweiz, und der Gemeinde Piuro der italienischen Provinz Sondrio. Der Piz Miez wird im Westen durch die Val Niemet, im Norden durch das Ferreratal und im Osten durch das Valle di Lei eingefasst.
Die Nachbargipfel im Süden sind der Piz dil Crot/Pizzo Crotto, der Piz della Palù und der Piz Timun/Pizzo Emet.
Gegen Südwesten ist die 135,8 km weit entfernte Dufourspitze sichtbar. Der am weitesten entfernte sichtbare Punkt (45° 37′ 48,6″ N, 7° 54′ 51,6″ O) befindet sich 320 m südlich vom Monte Mars (Alpi Biellesi) auf der Grenze zwischen dem Aostatal und der Provinz Biella (Piemont) und ist 151,9 km entfernt.
Südöstlich des Berges befindet sich der Lago di Lei.
Talort ist Innerferrera. Häufiger Ausgangspunkt ist die Staumauer des Lago di Lei.

## Routen zum Gipfel

### Über den Osthang
- Ausgangspunkt: Staumauer Lago di Lei (1933 m)
- Via: Alpe del Crot (1961 m), Zoccas Lumbardas
- Schwierigkeit: EB
- Zeitaufwand: 2 ½ Stunden
- Alternative: Statt über Zoccas Lumbardas direkt in der Falllinie aufsteigen.

### Über den Nordhang
Wegen der wuchernden Vegetation nicht mehr empfehlenswert.
- Ausgangspunkt: Innerferrera (1480 m)
- Via: Spunda Verda, Zoccas Lumbardas
- Schwierigkeit: EB
- Zeitaufwand: 4 Stunden

### Über den Südgrat
- Ausgangspunkt: Innerferrera (1480 m), Staumauer Lago di Lei (1933 m) oder Piz dil Crot (2848 m)
- Via: Sattel P. 2774
- Schwierigkeit: L
- Zeitaufwand: 4 Stunden von Innerferrera, 2 ¾ Stunden von der Staumauer oder ¾ Stunden vom Piz dil Crot

## Galerie

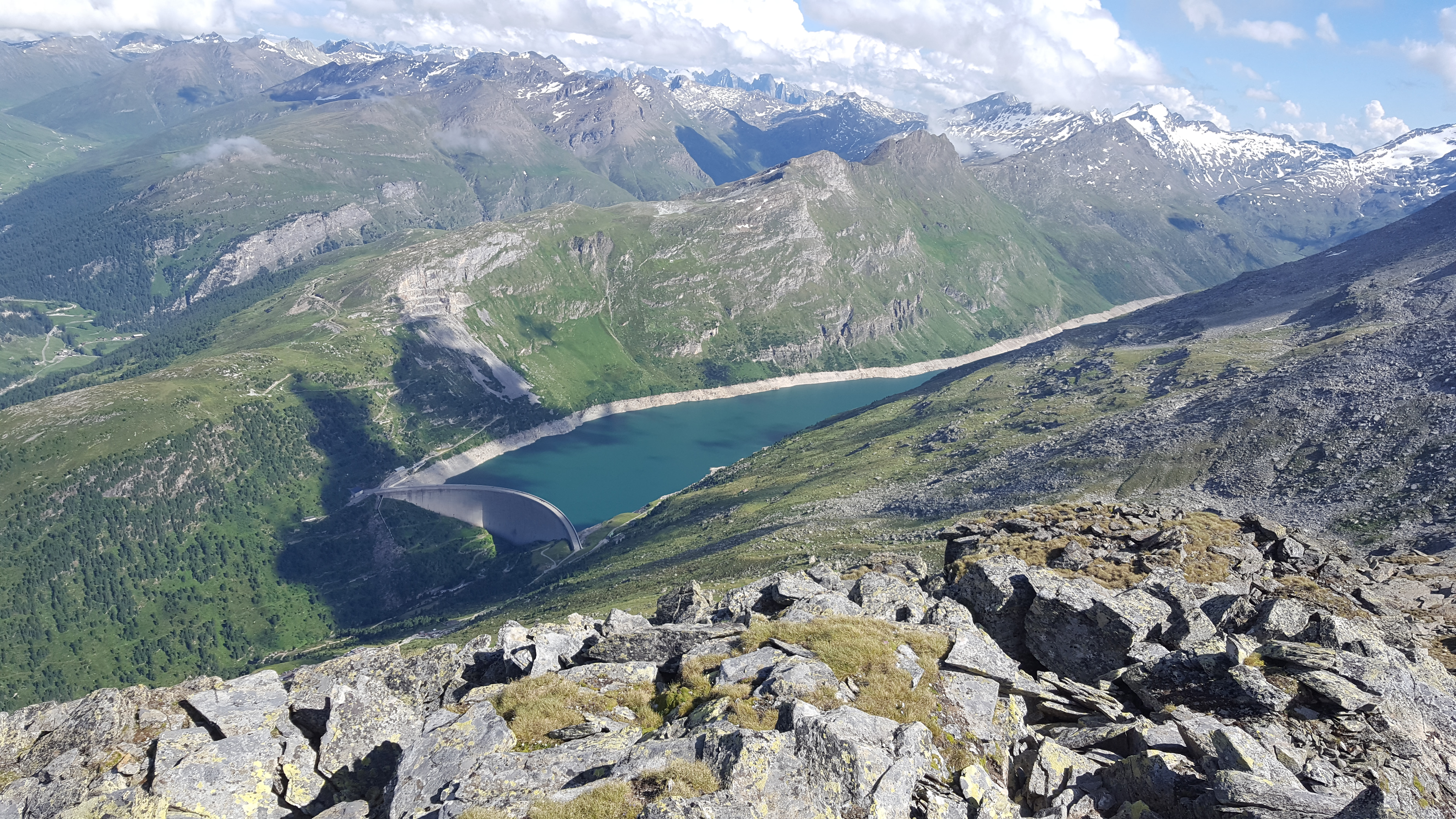
Blick hinunter zum Lago di Lei
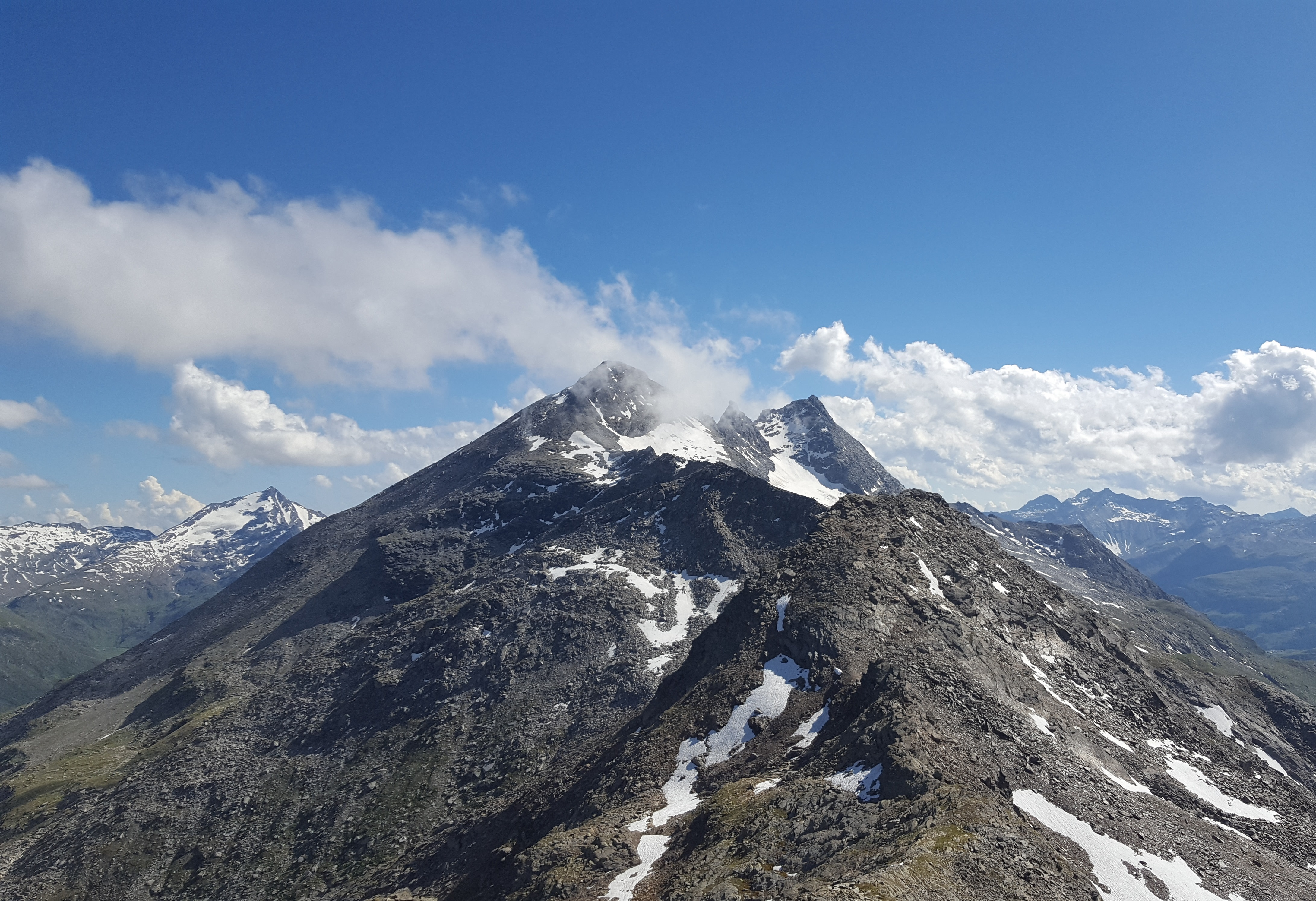
Blick nach Süden über Piz dil Crot/Pizzo Crotto und Piz della Palù zum Piz Timun/Pizzo Emet
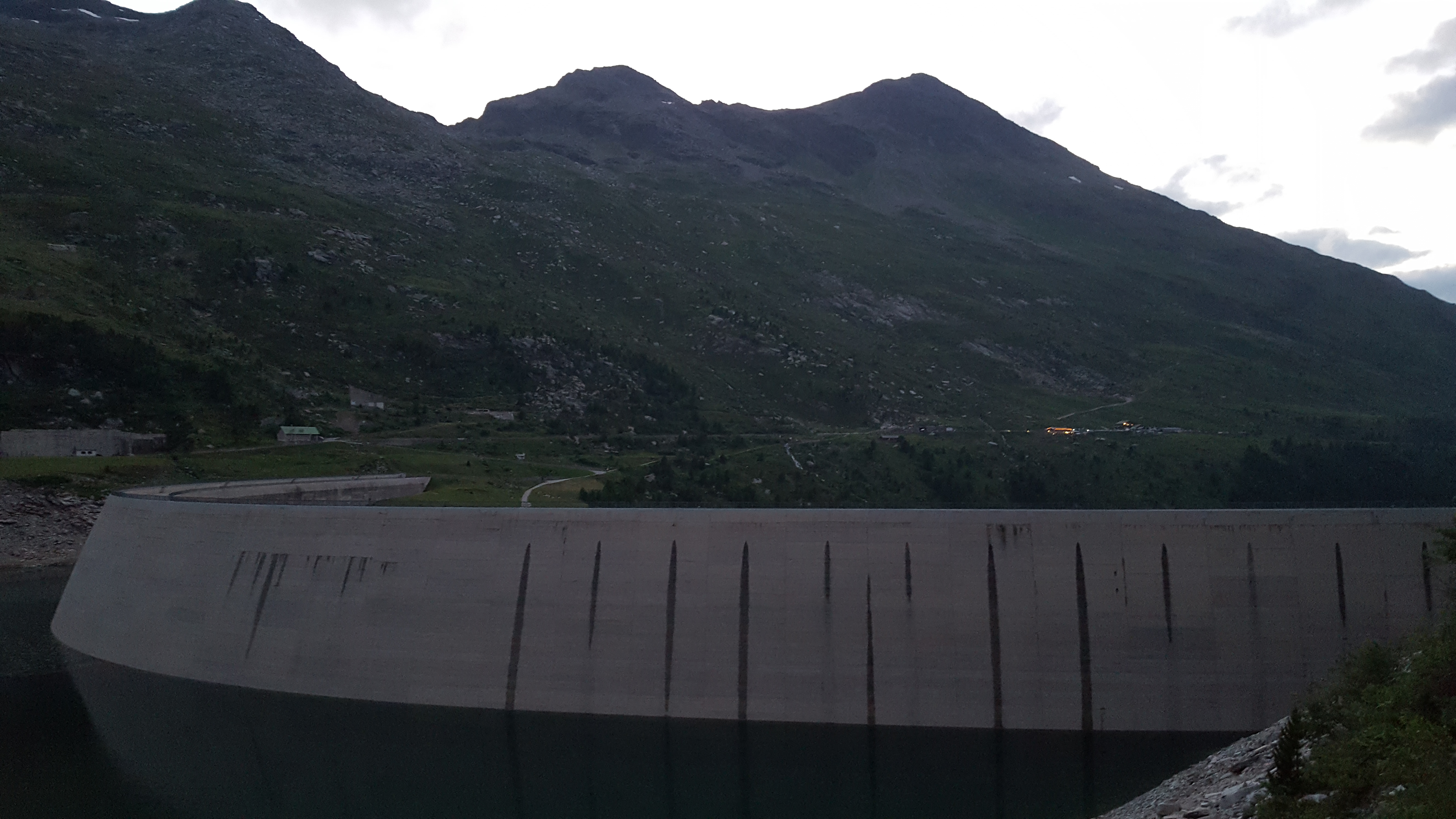
Piz dil Crot/Pizzo Crotto (Bildmitte) und Piz Miez/Cimalmotta (rechts), aufgenommen vom Nordufer des Lago di Lei
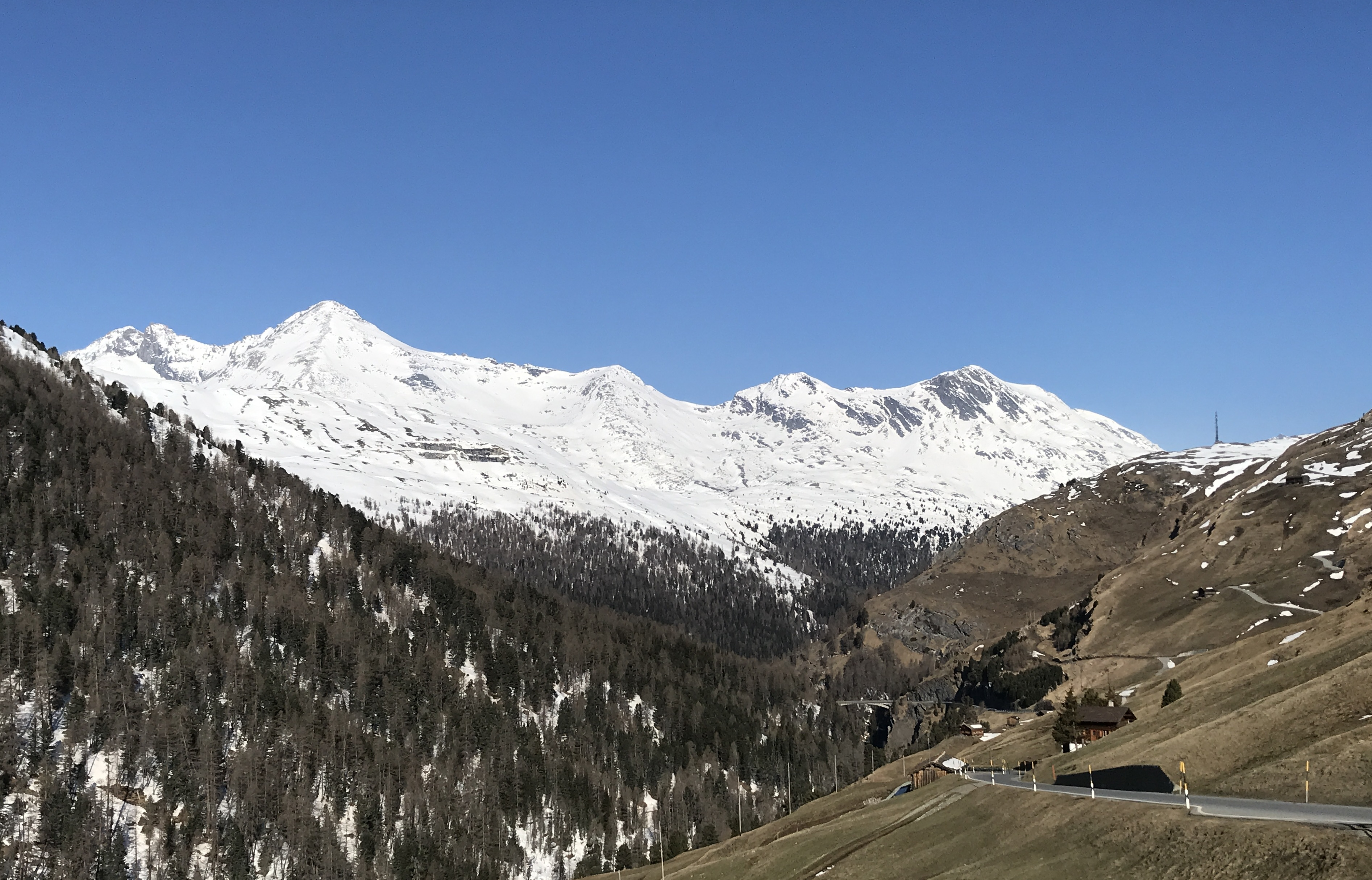
Piz Timun, Piz della Palù, Piz dil Crot und Piz Miez, aufgenommen von Cresta (für Annotationen der einzelnen Berge aufs Bild klicken)